# Monceaux-le-Comte
 Monceaux-le-Comte  es una población y comuna francesa, situada en la región de Borgoña, departamento de Nièvre, en el distrito de Clamecy y cantón de Tannay.

## Demografía
| 181 | 203 | 198 | 168 | 158 | 132 |
| Para los censos de 1962 a 1999 la población legal corresponde a la población sin duplicidades (Fuente: INSEE [Consultar]) |     |     |     |     |     |